# Мустафаєв Джаваншир Байрамович
Джаванши́р Байра́мович Мустафа́єв — майор поліції України, учасник російсько-української війни.

## З життєпису
Народився у Вірменській РСР; родина проживала в Гугаркському районі. Коли почалася війна в Нагірному Карабасі, батьки полишили все, і з чотирма дітьми перебралися під Диканьку. Проживав у селі Велика Рудка Диканського району. Після строкової служби працював дільничним в — Жовтневому райвідділі міліції Полтави; по тому — оперативним співробітником в Ленінському.
В часі війни добровольцем подав рапорт. Командир взводу батальйону «Полтава». В першу ротацію перебував у Костянтинівці; в другу — у Маріуполі охороняв підстанцію. Доводилося нести службу на блокпостах, контролювати територію — від проникнення диверсантів, стежити за порядком в рядах вояків.
2015 року повернувся з другої ротації. На його повернення чекала велика родина; зокрема — донька Діана 2013 р.н. та дружина Тетяна.
Станом на липень 2015 року — командира взводу батальйону «Полтава».

## Нагороди та вшанування
- Указом Президента України № 266/2020 від 3 липня 2020 року за «особисту мужність, самовіддані дії і високий професіоналізм, виявлені при виконанні службового обов'язку, та з нагоди Дня Національної поліції України» нагороджений медаллю «За бездоганну службу» III ступеня[1]
- нагрудний знак МВС України — «За відзнаку в службі» (липень 2015).